# Linda (película)
Linda es una película dramática argentina-española de 2024 dirigida por Mariana Wainstein. Está protagonizada por María Eugenia Suárez Riveiro, Julieta Cardinali, Rafael Spregelburd, Minerva Casero y Felipe González Otaño. La película se estrenó mundialmente el 8 de septiembre de 2024 en el Festival Internacional de Cine de Toronto, mientras que su estreno en salas de cines selectas de Argentina fue el 19 de septiembre de 2024.

## Sinopsis
Cuenta la historia de Linda, una joven que ingresa a trabajar como empleada doméstica en la casa de una familia adinerada. Durante su estadía en la casa, Linda genera en los miembros de toda la familia una atracción sexual, que los lleva a tener un momento de intimidad con ella.

## Elenco
- China Suárez como Linda
- Julieta Cardinali como Luisa
- Rafael Spregelburd como Camilo
- Minerva Casero como Matilda
- Felipe González Otaño como Ceferino
- Agustín Della Corte como Blas
- Lucila Mangone como Valeria
- Nicolás Giménez como Marido de Valeria
- Ana Bereciartua como Carola
- Lina Tentoni como Constanza

## Recepción

### Comentarios de la crítica
Luego de su estreno en el Festival Internacional de Cine de Toronto, la película recibió reseñas positivas por parte de los críticos. Drew Burnett Gregory de la revista Autostraddle señaló que «Linda no es solo la mejor película reciente con una narrativa al estilo de Teorema (1968), si no también es una de las mejores sátiras clasistas recientes». Olivia Popp de Cineuropa destacó que «Wainstein, con un hermoso trabajo de cámara del director de fotografía Marcos Hastrup, deja muy claras las distinciones entre el deseo de nuestra protagonista y las actitudes lujuriosas que se proyectan sobre ella».
En una reseña para Escribiendo cine, Juan Pablo Russo elogió la actuación de Suárez describiéndola como «uno de los mayores aciertos del film; su actuación va mucho más allá de la seducción física; cada gesto y cada mirada están llenos de una ambigüedad emocional que convierte a su personaje en un enigma seductor y peligroso».